# 皮內格林 (北卡羅萊納州)
皮內格林（英語：Piney Green）是位於美國北卡羅萊納州昂斯洛縣的普查規定居民點。

## 人口
根據2020年美國人口普查的數據，皮內格林的面積為35.54平方千米，當中陸地面積為35.30平方千米，而水域面積為0.24平方千米。當地共有人口14386人，而人口密度為每平方千米404.78人。